# Колонія підсніжника (заказник)
Коло́нія підсні́жника — ботанічний заказник місцевого значення в Україні. Об'єкт природно-заповідного фонду Хмельницької області.
Розташований у межах Шепетівського району Хмельницької області, на схід від села Романіни.
Площа 7,3 га. Статус присвоєно згідно з рішенням сесії обласної ради народних депутатів від 28.10.1994 року № 7. Перебуває у віданні ДП «Славутський лісгосп» (Городецьке л-во, кв. 29, вид. 1).
Статус присвоєно для збереження частини лісового масиву з насадженнями сосни, де зростає велика популяція підсніжника.